# Grafmonument van de familie Moller-Bourgonjon
De grafmonument van de familie Moller-Bourgonjon op de rooms-katholieke begraafplaats Binnenstad in de Nederlandse stad Tilburg is een 20e-eeuws grafmonument, dat wordt beschermd als rijksmonument.

## Achtergrond
Hendrik Moller (1869-1940) was onder meer lid van de Tweede Kamer der Staten-Generaal en docent, gemeenteraadslid en wethouder in Tilburg. Hij trouwde in 1902 met Alice Bourgonjon (1873-1958). Zij overleden beiden in Tilburg. Hun grafmonument op de begraafplaats Binnenstad is waarschijnlijk ontworpen door hun zwager en broer Gerard Bourgonjon. Hij maakte ook het grafmonument van hun (schoon)ouders elders op de begraafplaats.

## Beschrijving
Het grafmonument bestaat grotendeels uit baksteen en is opgetrokken door aannemersbedrijf J. Dekkers & Zn. De opstand bestaat uit gele baksteen met uitgemetseld kruis, aan weerszijden staan rode kolommen met een terracotta dekplaat. Op de voorzijde zijn twee bronzen en profil portretten van het echtpaar Moller-Bourgonjon geplaatst. Met als opschrift respectiefelijk "1869 8 nov / 1940 6 dec / Dr. H.W.E. Moller" en "28 sept 1873 / 16 maart 1958 / A.E.Th. Moller-Bourgonjon". De reliëfs zijn gesigneerd door Gerard Bourgonjon. Boven de portretten was oorspronkelijk een bronzen kruis geplaatst.
De hardstenen zerk vermeldt naast de namen van het echtpaar Moller-Bourgonjon ook hun zoon Wilhelmus Willibrordus Maria Moller (1911-1940) die is gesneuveld bij de verdediging van het vliegveld Valkenburg aan het begin van de Tweede Wereldoorlog. Onder zijn naam het opschrift: 

Wanneer dit tijdelijke leven eindigt
begint het eindeloze leven
aan God alleen bekend
en zaligen alleen gegeven

Om de zerk is een rode bakstenen rand geplaatst, met op de hoeken lage kolommen met een terracotta dekplaat. 

## Waardering
Het grafmonument werd in 2002 als rijksmonument in het Monumentenregister opgenomen, vanwege de "cultuurhistorische waarde vanwege het, voor de periode waarin het grafmonument tot stand kwam, bijzondere materiaalgebruik en de opvallende uitvoering. Het grafmonument vormt tevens een verwijzing naar een belangrijke sociale en geestelijke ontwikkeling door middel van de hier begraven personen welke nauw betrokken waren bij de totstandkoming van eigen, katholieke onderwijsinstellingen in het Zuiden van Nederland. Het object is bovendien onderdeel van een groter geheel dat cultuurhistorisch, architectuurhistorisch en stedenbouwkundig van belang is als de eerste katholieke begraafplaats van Tilburg."